# Norte Grande (Chili)

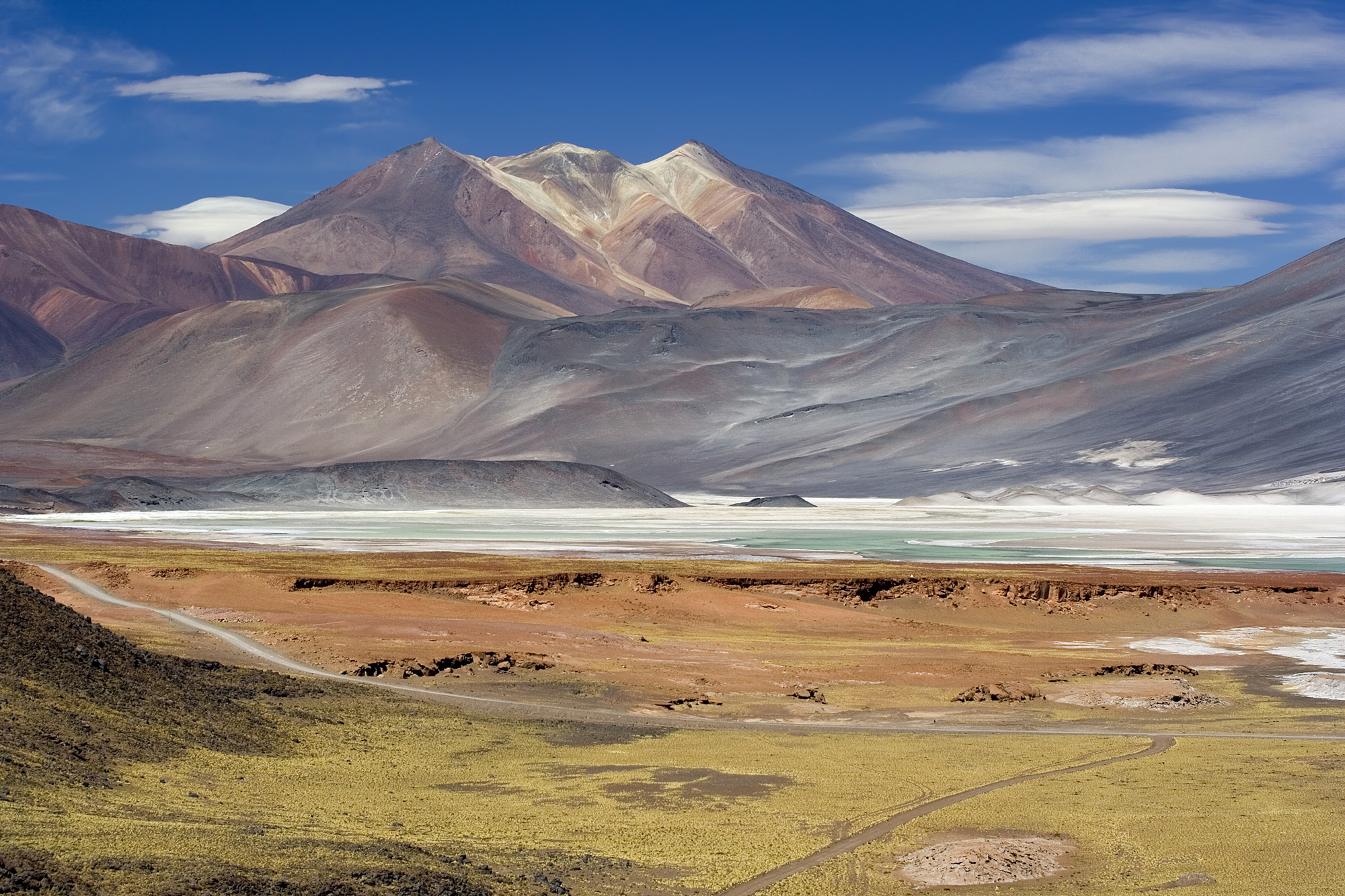
Het Zoutmeer van Talar

De Norte Grande is een van de vijf traditionele geografische regio's van Chili.
Norte Grande, letterlijk 'Grote Noorden', ligt in het uiterste noorden van Chili, ten noorden van de 26e breedtegraad. Het omvat de bestuurlijke regio's Antofagasta, Arica en Tarapacá. De Norte Grande is een van de droogste delen ter wereld, een groot deel wordt ingenomen door de Atacamawoestijn, en is dan ook zeer dunbevolkt. De grootste plaatsen zijn Antofagasta, Arica, Calama, Iquique en Tocopilla.
De Norte Grande werd in 1884 door Chili geannexeerd, na haar overwinning in de Oorlog van de Grote Oceaan. Voorheen behoorde het gebied tot Peru en Bolivia. Chili veroverde het gebied wegens de salpeterwinning.
Norte Grande · Norte Chico · Zona Central · Zona Sur · Extremo Sur
Chileens-Antarctica · Insulair Chili